# ثيودور فون مولر
ثيودور فون مولر (بالألمانية: Heinrich Theodor von Schön)‏ هو كاتب وسياسي ألماني، ولد في 20 يناير 1773، وتوفي في 23 يوليو 1856 في كونيغسبرغ.